# Nika King
Shenika Williams, conocida profesionalmente como Nika King, es una actriz y comediante estadounidense. Es conocida por su papel de Leslie Bennett en la serie de televisión de HBO Euphoria (2019-presente). Después de comenzar su carrera como actriz en 2002, King se mudó a Los Ángeles y se convirtió en comediante.

## Primeros años
King tiene cinco hermanos. Creció en Miami y, cuando King era niña, sus padres y su tío eran adictos a las drogas. Asistió a la Escuela Secundaria Miami Carol City, donde fue presidenta de su promoción, y se graduó en teatro en la Universidad de Florida. King vivió brevemente en la ciudad de Nueva York para convertirse en actor, pero pronto regresó a Miami porque se sentía abrumado. Luego trabajó como profesora de teatro y danza y entrenadora de baloncesto en Miami Carol City Senior High School durante dos años. Aunque inicialmente planeó renunciar después del primer año, decidió quedarse un año más después de los ataques del 11 de septiembre.

## Carrera
Mientras estaba en Miami, King hizo su primera aparición como actriz en la película para televisión Miss Miami en 2002, donde interpretó a la jefa de policía. Después de dejar su trabajo como profesora, King se mudó a Los Ángeles para dedicarse a la actuación a tiempo completo y se matriculó en The Groundlings School. Actuó con Elite Delta Force 3, un grupo de comedia de sketches femenino exclusivamente negro, antes de pasar a la comedia stand-up. Tuvo un papel recurrente en la serie de televisión OWN Greenleaf del 2016 al 2017 como Ramona Chapman. También hizo apariciones especiales en varias series de televisión, incluidas 2 Broke Girls, Hannah Montana, Best Friends Whenever y NCIS: Los Ángeles.
En 2019, King comenzó a protagonizar la serie de televisión dramática juvenil de HBO Euphoria como Leslie Bennett, la madre soltera viuda de la drogadicta adolescente Rue y la hermana de Rue, Gia. Sam Levinson, el creador del programa, imaginó a Leslie como una representación de su propia madre. King originalmente se unió al elenco de la serie en un papel secundario, pero pronto se le asignó un papel principal. Para su papel en el programa, se basó en las experiencias que tuvo su madre cuando era adicta a las drogas y trabajó con un profesor de actuación privado. Firmó un contrato con Paradigm Talent Agency para representación en 2020 y firmó un contrato con Wonder Street para gestión en 2022. Dirigió el cortometraje For Sale.
Al comienzo de la pandemia de COVID-19, King lanzó la startup Jeli Life, un programa de tutoría en línea para comunidades marginadas de la industria del entretenimiento. También fundó la Organización 501(c)(3) Rose of Sharon, que se enfoca en mejorar la salud mental en la comunidad negra.

## Vida personal
La madre de King ha sobrevivido tres veces al cáncer.

## Filmografía

### Películas
| Año  | Título                                  | Papel             | Notas                  |
| ---- | --------------------------------------- | ----------------- | ---------------------- |
| 2002 | Miss Miami                              | Jefa de Policía   |                        |
| 2004 | 50 First Dates                          | Dueña del salón   |                        |
| 2006 | Living the Dream                        | Candy             |                        |
| 2007 | Universal Remote                        | Mujer discutiendo |                        |
| 2008 | Nora's Hair Salon II                    | Clienta #1        |                        |
| 2009 | B-Girl                                  | Serena            |                        |
| 2013 | Noise Matters                           | Tracy             |                        |
| 2014 | American Weapon                         | Kia               |                        |
| 2019 | Kevin Hart's Guide to Black History     | Joséphine Baker   | Película de televisión |
| 2023 | 65                                      | Alya              |                        |
| 2024 | Sound of Hope: The Story of Possum Trot | Donna Martin      |                        |

### Televisión
| Año           | Título                               | Papel                        | Notas                                 |
| ------------- | ------------------------------------ | ---------------------------- | ------------------------------------- |
| 2003          | CSI: Miami                           | Delicious                    | Episodio: "Body Count"                |
| 2006          | Wild 'N Out                          | Ella misma                   | Episodio: "Wayne Brady"               |
| 2006          | All of Us                            | Clarinetta                   | Episodio: "Domo Arigato, Mr. Roberto" |
| 2006          | Hannah Montana                       | Entrenadora Lewis            | Episodio: "Mascot Love"               |
| 2007          | Nick Cannon Presents: Short Circuitz | Actriz                       | Episodio: "Episodio #1.3"             |
| 2009          | iCarly                               | Supuesta luchadora de MMA #1 | Episodio: "iFight Shelby Marx"        |
| 2010          | Castle                               | Angel Santana                | Episodio: "The Late Shaft"            |
| 2011          | Glory Daze                           | Azafata Kim                  | Episodio: "Some Like It Hot Tub"      |
| 2011          | Modern Family                        | Compradora                   | Episodio: "Go Bullfrogs!"             |
| 2012          | Partners                             | Danni                        | Episodio: "Pilot"                     |
| 2013          | The First Family                     | Bailiff Ziggy                | Episodio: "The First Trial"           |
| 2013          | Stevie TV                            | Varios                       | 2 episodios                           |
| 2013          | 2 Broke Girls                        | Veronica                     | Episodio: "And the Cronuts"           |
| 2016          | NCIS: Los Angeles                    | Clementine                   | Episodio: "Granger, O."               |
| 2016          | Best Friends Whenever                | Detective Zoe Walters        | Episodio: "Working Nine to Fudge"     |
| 2016–2017     | Greenleaf                            | Ramona Chapman               | 3 episodios                           |
| 2018          | Laff Mob's Laff Tracks               | 2018                         | Episodio: "First Class"               |
| 2016–2018     | Funny Married Stuff                  | Nika                         | Protagonista, 8 episodios             |
| 2019–presente | Euphoria                             | Leslie Bennett               | Protagonista; 14 episodios            |